# Jodłowa
Pour la commune, voir Jodłowa (gmina).
Jodłowa est une localité polonaise, siège de la gmina de Jodłowa, située dans le powiat de Dębica en voïvodie des Basses-Carpates.